# Percy Guerin
Percy Guerin (Nijmegen, 16 juli 1964) is een voormalig Nederlands profvoetballer.
Hij was na Bennie Bellink de jongste debutant voor N.E.C. ooit.
Op jonge leeftijd woonde Guerin een jaar in de Verenigde Staten. Hij begon met voetballen bij amateurclub CSV Oranje Blauw en al in de E-jeugd werd hij herkend als talent, om vervolgens naar N.E.C. te verhuizen. Hij sloeg hier de B-junioren over, en na een jaar bij de A-junioren kwam hij bij het C-elftal, waarvoor hij op vijftienjarige leeftijd een contract tekende.
Een jaar later kwam de rechtsback bij het eerste elftal en op zeventienjarige leeftijd debuteerde hij in de Eredivisie als vervanger van Dries Visser. In de volgende jaren wist hij geen vaste basisplaats af te dwingen bij trainer Pim van de Meent. In 1984 liep zijn contract af en vertrok hij voor een jaar op huurbasis naar SC Kleve. Een jaar later kwam hij terug naar N.E.C., maar tussen hem en trainer Sándor Popovics klikte het niet en hij speelde dan ook slechts 53 minuten verspreid over drie wedstrijden. Daarop ging hij weer naar Kleef, waar hij vijf jaar bleef. Hierna ging hij spelen als amateurvoetballer, eerst bij SV Orion en vervolgens bij SV Hatert. Ook ging hij aan de slag als zaalvoetballer bij Vissers Meubelen. Met zijn volgende club Depa werd hij kampioen van de Benelux.